# Militært transportfly
Et militært transportfly er et transportfly som er konstrueret for lufttransport af tropper, våben og andet militært udstyr, på en række forskellige metoder, under militære eller humanitære operationer, næsten uanset hvilket underlag flyet skal aflevere gods på. 
Oprindeligt var det bombefly der blev militære transportfly, der skulle anvendes til at levere faldskærmstropper under 2. verdenskrig. Nogle militære transportfly har til opgave at udføre multi-rolle-opgaver, såsom lufttankning og taktisk indsættelse på landingsbaner som er under konstruktion, eller ikke fuldt funktionsdygtige. 